# 꽝응아이
꽝응아이 시(베트남어: Quảng Ngãi/廣義 광의)는 베트남 중부 꽝응아이 성의 성도로 면적은 37.12km2, 인구는 119,251명이다.
하노이와 호치민을 연결하는 급행 철도와 관광 버스는 이 도시를 통과해 버리고, 각 역마다 정차하는 열차만 정차하는 관광자원이지만 외국인 관광객은 거의 없다. 2020년 제15호 태풍 린파의 영향을 받았다.

## 역사
1968년 3월 16일, 베트남 전쟁 중 미군에 의해 미라이 학살이 일어났다.

## 행정구역
꽝응아이시는 9개의 방(坊)과 14개의 사(社)로 구성된다.

### 방
- 짜인로 방 (Chánh Lộ /政路坊)
- 레홍퐁 방 (Lê Hồng Phong /黎鴻豐坊)
- 응히어짜인 방 (Nghĩa Chánh /義政坊)
- 응히아로 방 (Nghĩa Lộ / 義路坊)
- 응우옌 응히엠 방 (Nguyễn Nghiêm /阮嚴坊)
- 꽝푸 방 (Quảng Phú /廣富坊)
- 쩐훙다오 방 (Trần Hưng Đạo / 陳興道坊)
- 쩐푸 방 (Trần Phú /陳富坊)
- 쯔엉꽝쫑 방 (Trương Quang Trọng /張光仲坊)

### 사
- 흥히어안 (Nghĩa An / 義安)
- 흥히어종 (Nghĩa Dõng / 義勇 )
- 응히어중 (Nghĩa Dũng /義湧 )
- 응히어하 (Nghĩa Hà / 義河)
- 응히어푸(Nghĩa Phú /義富)
- 띤안 (Tịnh An /靜安 )
- 띤안떠이 (Tịnh Ấn Tây / 靜印西 )
- 띤안동 (Tịnh Ấn Đông /靜印東 )
- 띤쩌우 (Tịnh Châu /靜洲 )
- 띤호아 (Tịnh Hòa /靜和 )
- 띤케 (Tịnh Khê /靜溪 )
- 띵끼 (Tịnh Kỳ /靜奇 )
- 띵롱 (Tịnh Long /靜隆 )
- 띵티엔 (Tịnh Thiện /靜善 )

## 날씨
꽝응아이는 쾨펜의 기후 구분을 기준으로 열대 몬순 기후(Am)를 가지고 있다. 기온은 10월에서 3월에 뚝 떨어지기는 하지만, 연중 매우 따듯하다. 우기는 8월부터 1월 중순까지 지속되며, 이 시기 태풍이 올 가능성이 높다. 건기는 1월 말부터 7월 중순까지다.
| 꽝응아이의 기후                    | 꽝응아이의 기후 | 꽝응아이의 기후 | 꽝응아이의 기후 | 꽝응아이의 기후 | 꽝응아이의 기후 | 꽝응아이의 기후 | 꽝응아이의 기후 | 꽝응아이의 기후 | 꽝응아이의 기후 | 꽝응아이의 기후 | 꽝응아이의 기후 | 꽝응아이의 기후 | 꽝응아이의 기후 |
| 월                                 | 1월             | 2월             | 3월             | 4월             | 5월             | 6월             | 7월             | 8월             | 9월             | 10월            | 11월            | 12월            | 연간            |
| ---------------------------------- | --------------- | --------------- | --------------- | --------------- | --------------- | --------------- | --------------- | --------------- | --------------- | --------------- | --------------- | --------------- | --------------- |
| 역대 최고 기온 °C (°F)             | 33.6 (92.5)     | 35.3 (95.5)     | 37.6 (99.7)     | 39.4 (102.9)    | 39.5 (103.1)    | 41.4 (106.5)    | 40.3 (104.5)    | 40.3 (104.5)    | 39.0 (102.2)    | 34.6 (94.3)     | 33.7 (92.7)     | 32.1 (89.8)     | 41.4 (106.5)    |
| 일평균 최고 기온 °C (°F)           | 25.7 (78.3)     | 27.1 (80.8)     | 29.5 (85.1)     | 31.9 (89.4)     | 33.6 (92.5)     | 34.2 (93.6)     | 34.4 (93.9)     | 34.2 (93.6)     | 32.0 (89.6)     | 29.6 (85.3)     | 27.4 (81.3)     | 25.3 (77.5)     | 30.4 (86.7)     |
| 일일 평균 기온 °C (°F)             | 21.6 (70.9)     | 22.4 (72.3)     | 24.3 (75.7)     | 26.6 (79.9)     | 28.3 (82.9)     | 28.9 (84.0)     | 28.9 (84.0)     | 28.6 (83.5)     | 27.2 (81.0)     | 25.7 (78.3)     | 24.0 (75.2)     | 22.2 (72.0)     | 25.7 (78.3)     |
| 일평균 최저 기온 °C (°F)           | 19.2 (66.6)     | 19.7 (67.5)     | 21.1 (70.0)     | 23.1 (73.6)     | 24.7 (76.5)     | 25.2 (77.4)     | 24.9 (76.8)     | 24.9 (76.8)     | 24.1 (75.4)     | 23.2 (73.8)     | 21.8 (71.2)     | 19.9 (67.8)     | 22.6 (72.7)     |
| 역대 최저 기온 °C (°F)             | 12.4 (54.3)     | 14.1 (57.4)     | 13.4 (56.1)     | 17.3 (63.1)     | 19.6 (67.3)     | 20.0 (68.0)     | 21.1 (70.0)     | 20.0 (68.0)     | 20.6 (69.1)     | 17.0 (62.6)     | 15.5 (59.9)     | 12.9 (55.2)     | 12.4 (54.3)     |
| 평균 강수량 mm (인치)              | 123 (4.8)       | 41 (1.6)        | 38 (1.5)        | 49 (1.9)        | 99 (3.9)        | 110 (4.3)       | 92 (3.6)        | 126 (5.0)       | 303 (11.9)      | 639 (25.2)      | 563 (22.2)      | 284 (11.2)      | 2,466 (97.1)    |
| 평균 강수일수                      | 14.8            | 8.4             | 5.5             | 5.8             | 9.7             | 8.9             | 9.9             | 12.2            | 16.4            | 20.7            | 22.2            | 21.5            | 156.2           |
| 평균 상대 습도 (%)                 | 87.5            | 86.6            | 85.2            | 83.3            | 81.1            | 79.7            | 79.1            | 80.3            | 84.7            | 87.6            | 88.4            | 88.5            | 84.3            |
| 평균 월간 일조시간                 | 125             | 154             | 209             | 231             | 259             | 237             | 251             | 232             | 193             | 157             | 111             | 90              | 2,248           |
| 출처: 베트남 과학 기술 양성 연구소 |                 |                 |                 |                 |                 |                 |                 |                 |                 |                 |                 |                 |                 |

## 관광 명소
꽝응아이는 베트남 관광 산업의 혜택을 거의 보지 못했다. 영어는 잘 통하지 않고, 대부분의 호텔은 베트남 내국인하고만 거래를 한다.
현지의 명소로는 다음과 같은 것들이 있다.
- 미라이 학살 기념 박물관 (꽝응아이에서 12 km)
- 바떠 가든
- 꽝응아이 광장 (팜반동 거리)
- 짜쿡 강
- 땀트엉 항
- 티엔붓 언덕
- 꽝응아이 성 종합 박물관
- 리선섬
- 미케 해변